# Environmental Sanitation

Environmental Sanitation est un court métrage d'animation américain, sorti le 3 avril 1946 réalisé par les studios Disney.

## Synopsis
Explique les besoins pour une ville s'agrandissant d'un système d'adduction en eau et de traitement des eaux usées.

## Fiche technique
- Titre original : Environmental Sanitation
- Série : court-métrage publicitaire et/ou éducatif
- Réalisateur : ?
- Distributeur : Coordinator of Inter-American Affairs[1]
- Société de production : Walt Disney Productions
- Date de sortie[1] : 3 avril 1946
- Format d'image : Couleur (Technicolor)
- Durée : 9 min
- Langue : (en)
- Pays de production :  États-Unis